# Saint-Martin-de-Sanzay

Saint-Martin-de-Sanzay este o comună în departamentul Deux-Sèvres, Franța. În 2009 avea o populație de 954 de locuitori.